# Gorani (volk)
De Gorani (Goranci) – of Našinci (“Ons volk”) zoals zij zichzelf ook wel noemen – zijn een etnische groep die voornamelijk in Kosovo leeft. Verder leven er ook nog Gorani in negen dorpen in Albanië en in twee dorpen in Noord-Macedonië. Zij behoren tot de Slavische moslims en worden als een aparte gemeenschap beschouwd wegens hun specifieke dialect (Našinski, dat "onze taal" betekent). Hun taal heeft daardoor veel overeenkomsten met Zuid-Servische en een aantal Macedonische dialecten en valt onder de Torlakische dialectgroep. De invloed van het Turks is merkbaar en daardoor heeft het dialect ook veel overeenkomsten met het Bosnisch. De Gorani beschouwen zichzelf thans meestal als een zelfstandige volksgroep.

## Verspreiding

#### Kosovo
Het grootste deel van de Gorani leeft in het zuidelijke deel van de gemeente Dragash (Kosovo), in een geografisch duidelijk afgebakend gebied, de Gora, waar zij een etnische meerderheid vormen. Een groep van ongeveer 1.500 personen woont in de stad Dragash zelf. De rest is verspreid over 18 verschillende dorpen in de gemeente
Dragash. Dit gebied bevat de dorpen (namen in het Servisch) Backa, Brod, Dikance, Donji Krstec, Donja Rapča, Globočica, Gornji Krstec, Gornja Rapca, Lještane, Ljubošta, Kruševo, Kukaljane, Mlike, Orčuša, Radeša, Restelica, Vranište en Zli Potok. Het door Kosovo-Albanezen bevolkte deel van de gemeente Dragash wordt als „ Opojë “ aangeduid. Van 1990 tot juni 1999 was Gora een zelfstandige gemeente. Opojë maakte deel uit van de gemeente Prizren.
Kleine aantallen Gorani wonen in de stad Mitrovicë (circa 120 personen) en de gemeenten Ferizaj (circa 230 personen), Fushë Kosovë (30 personen), Gjilan (10 families), Prizren en in Prishtinë en omgeving. Al deze personen zijn oorspronkelijk afkomstig uit Dragash.

#### Albanië
De Gorani in Albanië (ca. 2000 personen) wonen verspreid over de volgende dorpen: Zapod, Pakisht, Orçikël, Kosharisht, Cernalevë, Orgjost, Oreshkë, Borje and Shishtavec.

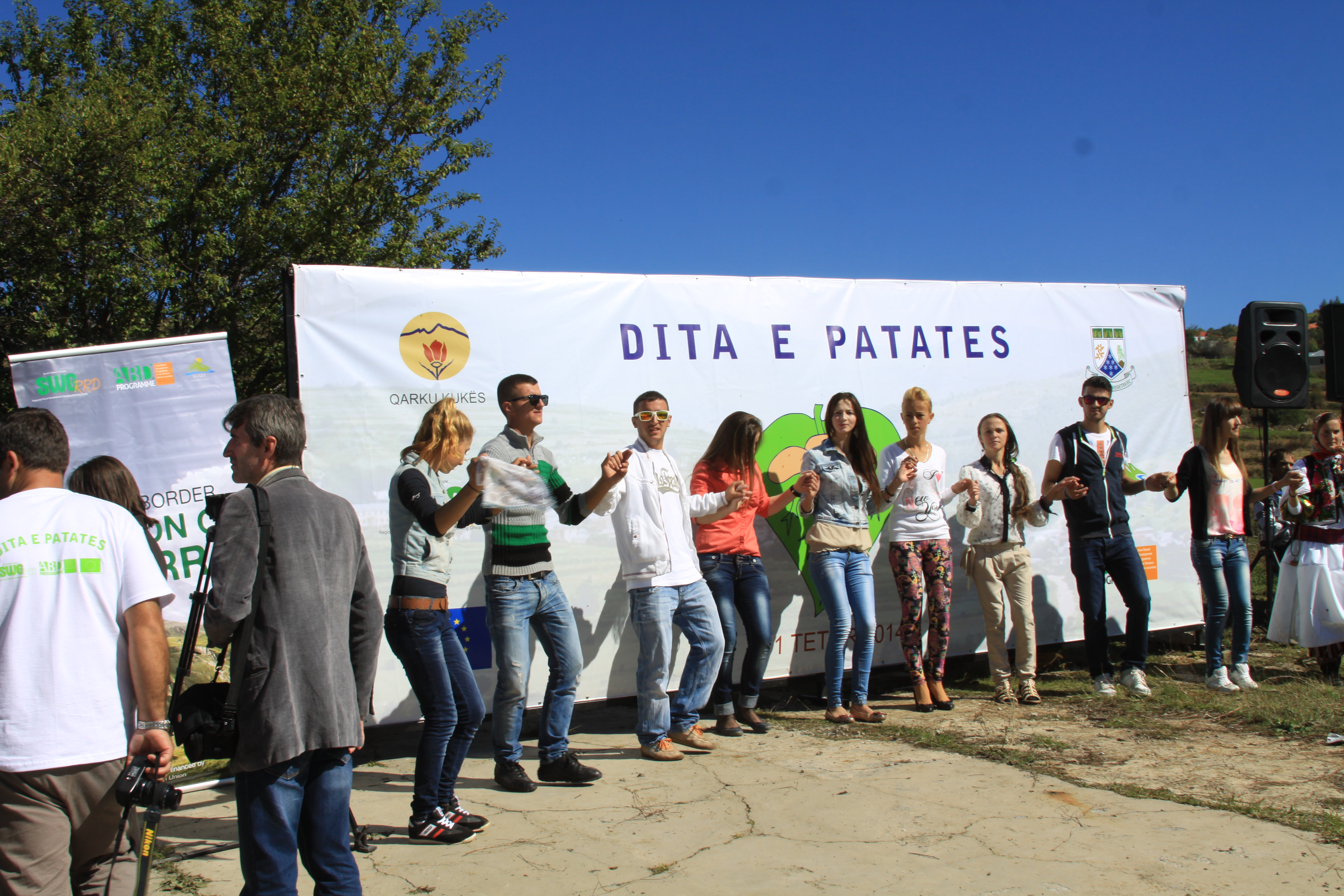
Gorani-jongeren op een dansfestival in Kukës

#### Noord-Macedonië
In de gemeente Bogovinje, in het noordwesten van Noord-Macedonië, liggen de enige twee Macedonische dorpen met een Gorani-meerderheid, namelijk: Jelovjane en Urvič. Veel Gorani in Noord-Macedonië identificeren zich als Macedonische Turken, Torbesjen of gewoonweg Macedoniërs, waardoor het exacte aantal moeilijk te schatten is. Volgens schattingen wonen er minstens 10.000 Gorani in Noord-Macedonië.